# Ombudsmann (Namibia)
Der Ombudsmann Namibias ist seit 1990 der Ombudsmann im südwestafrikanischen Namibia. Er hat seinen Hauptsitz in Windhoek und unterhält Regionalbüros in Keetmanshoop, Ongwediva und Swakopmund. Weibliche Amtsträger werden als Ombudsfrau (englisch Ombudswoman) bezeichnet.
Er steht dem Büro des Ombudsmanns (englisch The Office of the Ombudsman) vor. Laut der Verfassung Namibias und dem Ombudsman Act (Act 7 of 1990) hat der Ombudsmann vier Aufgaben, auf Antrag oder Anweisung, zu erfüllen:
- Verteidigung der Menschenrechte
- Korruptionsbekämpfung
- Verwaltungsprobleme
- Probleme im Naturschutz[1]

## Amtsträger
Ombudsmann
- 1990–1992: Pio Teek (kommissarisch)
- 1992–1995: Fanuel Kozonguizi
- 1996–2003: Bience Gawanas
- 2003–2004: Simpson Mtambanengwe (kommissarisch)
- 2004–2021: John Walters[2]
- August 2021–September 2021: John Walters (kommissarisch)
- ab Oktober 2021: Basilius Dyakugha

## Sonstiges
Seit 2009 gibt es zudem einen Medienombudsmann (englisch Media Ombudsman), der ausschließlich für den Bereich der Medien zuständig ist.
- 2009–2017: Clement Daniels
- 2017–2025: John Nakuta
- seit 2025: Sadrag Shihomeka